# Susannah Mushatt Jones
Susannah Mushatt Jones (Condado de Lowndes, Alabama, 6 de julio de 1899 - Brooklyn, Nueva York, 12 de mayo de 2016) fue una supercentenaria estadounidense que vivió 116 años y 311 días, además de haberse convertido en la persona viva más anciana del mundo tras la muerte de Jeralean Talley el 17 de junio de 2015. Recibió homenajes de la Cámara de Representantes de los Estados Unidos y de la Cámara de Representantes de Alabama por una remarcable vida de excepcionales logros vividos durante tres siglos.
Junto con la italiana Emma Morano, Mushatt Jones era una de las dos últimas personas vivas cuya edad ha sido verificada por el Gerontology Research Group nacidas en los años 1800s. Ambas junto con otras dos nacidas en 1900, la jamaicana Violet Brown y la japonesa Nabi Tajima, eran las cuatro únicas personas vivas en el mundo nacidas en el siglo XIX entre aquellas cuya edad ha sido verificada por el Gerontology Research Group.. Es la persona más longeva conocida que nunca tuvo hijos.
El 7 de abril de 2016 se convirtió en la séptima persona más longeva (no necesariamente viva) del mundo cuya edad ha sido verificada, la quinta americana, la cuarta de América del Norte y la tercera estadounidense. El 5 de octubre de 2016 Emma Morano la alcanzó en longevidad, el 15 de enero de 2017 lo hizo la jamaicana Violet Brown, y el 11 de junio de 2017 la japonesa Nabi Tajima.

## Biografía
Susannah Mushatt nació el 6 de julio de 1899 en el Condado de Lowndes, Alabama, siendo la tercera de once hijos. Sus padres eran aparceros afroestadounidenses que cultivaban las mismas tierras que cultivaban sus abuelos (uno  de ellos era exesclavo). Cuando era joven trabajaba los campos, pero decidió escapar de esa dura existencia. El 4 de marzo de 1922 se graduó en el  Calhoun Boarding High School y la lista de graduación la reconocía por estudiar música negra en Francia. Después de graduarse, quería hacerse profesora y fue aceptada en la Universidad de Tuskegee. Sus padres no podían costear la matrícula, por lo que en 1923 se trasladó a vivir a Nueva York, durante los primeros años del Renacimiento de Harlem.
En 1928, se casó con Enrique Jones. Se divorció de él cinco años después, diciendo que no sabía en lo que se había convertido  y no tuvieron hijos. Trabajó para familias ricas cuidando de sus hijos por 7 dólares a la semana. Durante ese tiempo, apoyó económicamente a muchos de sus parientes que se habían mudado a Nueva York.
Usó parte de su salario para crear el club Calhoun, que era una beca universitaria para los estudiantes afroestadounidenses de su instituto. También estuvo activa en su vecindario durante casi treinta años, participando en la patrulla inquilino.
En 1965 se jubiló, y vivió con su sobrina Lavilla Watson, cuidando al bebé de ésta.
En el momento de su muerte residía en el Vandalia Senior Center en East New York (Brooklyn) y tenía  más de 100 sobrinas y sobrinos.

## Salud, dieta y estilo de vida
Jones estaba ciega y parcialmente sorda, no podía hablar mucho y utilizaba una silla de ruedas para desplazarse. Solo tomaba medicamentos para controlar la presión sanguínea y multivitamínicos. Se quedó ciega a causa del glaucoma cuando tenía cien años. Rechazó la cirugía de cataratas y la implantación de un marcapasos y nunca se hizo una mamografía o una colonoscopia. Acudía a la consulta de un médico de atención primaria tres o cuatro veces al año.
Jones nunca fumó, nunca bebió alcohol, nunca llevó maquillaje y nunca se tiñó el pelo, además de que dormía diez horas al día. Atribuyó no estar casada como la causa de su larga longevidad.

## Cumpleaños supercentenarios
Jones celebró sus últimos cuatro cumpleaños en la residencia de ancianos Vandalia en Brooklyn. En su cumpleaños 112, recibió cartas de homenaje del alcalde de Nueva York y del gobernador de Nueva York. Después de la celebración, dijo: «desearía que fuera así todo el tiempo». En su cumpleaños 113, estuvo acompañada de Charles Barron.
Jones celebró su cumpleaños 114 seis días después del mismo. Su familia, amigos y el abogado del distrito de Brooklyn, Charles Hynes, alabaron sus logros. En su cumpleaños 115, su sobrina, Lois Ludge, en declaraciones a WABC-TV dijo: «Jones se cansa fácilmente estos días, pero hoy ha sido un buen día». Jones no habló durante la celebración. Uno de sus sobrinos nietos, un bebé llamado Susannah en homenaje a ella, estuvo presente durante la celebración.
Jones se convirtió en la persona más anciana del mundo tras la muerte de Jeralean Talley, el 17 de junio de 2015, y el 3 de julio de 2015, tres días antes de su cumpleaños 116, el Libro Guinness de los récords le otorgó un certificado en el cual era reconocida como la persona más anciana del mundo.

## Fallecimiento
Jones falleció mientras dormía el 12 de mayo de 2016. Después de su muerte, Emma Morano se convirtió en la persona viva más anciana y en la última persona viva nacida en los años 1800s.